# Gaius Valerius Celsus

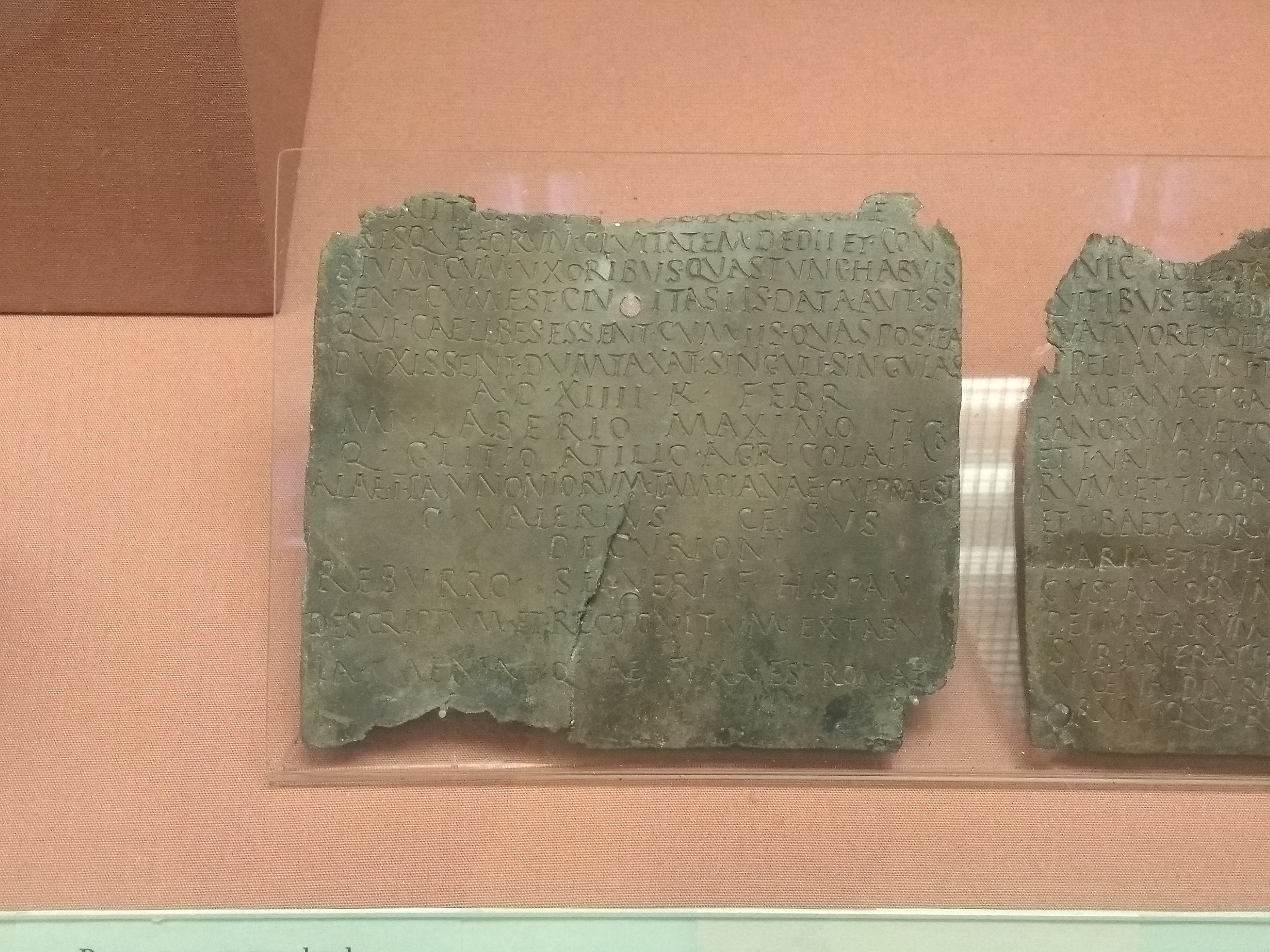
Das Militärdiplom vom 19. Januar 103 n. Chr.

Gaius Valerius Celsus war ein im 1. und 2. Jahrhundert n. Chr. lebender Angehöriger des römischen Ritterstandes (Eques).
Durch ein Militärdiplom, das auf den 19. Januar 103 datiert ist, ist belegt, dass Celsus 103 Kommandeur der Ala I Pannoniorum Tampiana war, die zu diesem Zeitpunkt in der Provinz Britannia stationiert war.